# Мур, Джон Хардман
Джон Холстед Хардман Мур (англ. John Halstead Hardman Moore; род. 7 мая 1954, Великобритания) — британский экономист, профессор политэкономии кафедры имени Джорджа Уотсона и Даниэля Стюарта в Эдинбургском университете, президент Королевского экономического общества в 2015—2017 годах, президент эконометрического общества в 2010 году.

## Биография
Джон родился 7 мая 1954 года.
Мур закончил в 1976 году Кембриджский университет и получил степень бакалавра по математике. Степень магистра с отличием получил в 1980 году, защитив работу по эконометрике в Лондонской школе экономики и политических наук, а в 1983 году также удостоен звания магистра искусств в Кембриджском университете. Докторской степени по экономике был удостоен в 1984 году в Лондонской школе экономики и политических наук.
В 1976—1978 годах работал исполнительным инженером в BT Group в Центрольно-восточной Шотландии. Преподавательскую деятельность начал в 1980—1981 годах в должности временного преподавателя экономики в Лондонской школе экономики и политических наук. В 1981—1983 годах был лектором по экономике в Бирбек-колледже при  Лондонском университете. В 1983—1990 годах обычный лектор экономики в Лондонской школе экономики. В 1986—1987 годах был приглашённым ассистентом профессора по экономике в  Массачусетском технологическом институте. В 1991—1992 годах был приглашённым профессором по экономике в  Принстонском университете.
С 1990 года (а с 2000 года только на четверть ставки) занимает должность полного профессора экономической теории в Лондонской школе экономики и политических наук. В 1993—1995 годах приглашенный профессор, а с 2000 года профессор политэкономии кафедры имени Джорджа Уотсона и Даниэля Стюарта в Эдинбургском университете. В это время был приглашённым профессором в  университете Хериота-Уатта в 1995—1997 годах.
Являлся помощником редактора в 1983—1986 годах, управляющим редактором в 1987—1991 годах, а в 1991—1996 годах директором журнала The American Economic Review. В 1996—2001 годах член совета Европейской Экономической Ассоциации. В 1999—2004 годах член совета, а в 2015—2017 годах президент Королевского экономического общества. С 1989 года член, а в 1995—1998 годах и в 1999—2005 годах член совета, в 2008 году второй вице-президент, в 2009 году первый вице-президент, и наконец, в 2010 году президент эконометрического общества. В 2006—2009 годах директор Шотландского института исследований в области экономики.

## Вклад в науку
Джон Мур известен как соавтор модели Гроссмана-Харта-Мур и модели Киотаки-Мур по кредитным циклам.

## Награды
За свои достижения в области экономики был удостоен рядом наград:
- 1999 — выбран членом  Британской академии,
- 1999 — премия Юрьё Яхнссона[англ.] от Европейской Экономической Ассоциации[англ.],
- 2001 — почетный иностранный член Американской экономической ассоциации,
- 2002 — почетный иностранный член Американской академии искусств и наук,
- 2010 — премия  Стивена Росса по финансовой экономике за статью 1997 года «Кредитные циклы» в журнале Journal of Political Economy[англ.].